# Миодраг Јовановић (фудбалер)
Миодраг Јовановић — Минда (Београд 17. јануар 1922 — Београд, 14. децембар 2009) био је југословенски фудбалски репрезентативац.

## Биографија
Почео је да игра пред Други светски рат у најмлађим категоријама Београдског спорт клуба (БСК), а одмах после рата био је једно време члан екипе УСА-ОС-а. У првенству 1946/47. одиграо је девет првенствених утакмица за београдски Металац, а служећи војни рок постао је члан београдског Партизана у коме се развио у халфа високе вредности. Од 1947. до 1956, кад је завршио играчку каријеру, одиграо је за боје „ црно-белих“ укупно 369 утакмица и постигао један гол.
Био је члан екипе Партизана која је у сезонама 1946/47. и 1948/49 освајала државно првенство, док је трипут тријумфовао у Купу: 1947, 1952, 1954. године. Истицао се техником, брзином и одличном игром главом.
Уз 17 утакмица у селекцији Београда и по једну за омладинску (1940) и „ Б“ екипу (1951), одиграо је и 25 утакмица за репрезентацију Југославије.
Дебитовао је 14. септембра 1947. против Албаније (4:2) у Тирани, а од дреса са државним грбом опростио се у пријатељском сусрету са Норвешком (4:0) 5. новембра 1950. у Београду. Учествовао је на Олимпијским играма 1948. у Лондону и на Светском првенству 1950. у Бразилу.
Завршивши 1959. тренерску школу, од 1961. до 1967. био је тренер у Израелу. По повратку у земљу тренирао је екипе љубљанске Олимпије (1967—1969), Будућности из Пећи (1970) и Младог радника из Пожаревца (1971). Од 1972. је у Партизану у коме је радио до 1979, када је пензионисан.
Преминуо је у Београду у 87. години. Сахрањен је на Новом гробљу.
Утакмице репрезентације Југославије у којима је играо Миодраг Јовановић:
| Ред бр. | Датум               | Домаћин              | Резултат             | Гост        | Место          | Врста |
| ------- | ------------------- | -------------------- | -------------------- | ----------- | -------------- | ----- |
| 1.      | 14. септембар 1947. | Албанија             | 2:4 (1:4)            | Југославија | Тирана         | БК    |
| 2.      | 19. октобар 1947.   | Југославија          | 7:1 (7:0)            | Пољска      | Београд        | ПУ    |
| 3.      | 27. јун 1948.       | Југославија          | 0:0                  | Албанија    | Београд        | БК    |
| 4.      | 4. јул 1948.        | Бугарска             | 2:4 (1:1)            | Југославија | Софија         | БК    |
| 5.      | 31. јул 1948.       | Југославија          | 6:1 (0:1)            | Луксембург  | Лондон         | ОИ    |
| 6.      | 5. август 1948.     | Југославија          | 3:1 (1:1)            | Турска      | Лондон         | ОИ    |
| 7.      | 11. август 1948.    | Уједињено Краљевство | 1:3 (1:2)            | Југославија | Лондон         | ОИ    |
| 8.      | 13. август 1948.    | Шведска              | 3:1 (1:1)            | Југославија | Лондон         | ОИ    |
| 9.      | 25. август 1948.    | Пољска               | 0:1 (0:1)            | Југославија | Варшава        | БСИ   |
| 10.     | 13. август 1948.    | Норвешка             | 1:3 (0:0)            | Југославија | Осло           | ПУ    |
| 11.     | 21. август 1949.    | Југославија          | 6:0 (4:0)            | Израел      | Београд        | КСП   |
| 12.     | 18. септембар 1949. | Израел               | 2:5 (0:3)            | Југославија | Тел Авив       | КСП   |
| 13.     | 9. октобар 1949.    | Југославија          | 1:1 (1:0)            | Француска   | Београд        | КСП   |
| 14.     | 30. октобар 1949.   | Француска            | 1:1 (1:1)            | Југославија | Париз          | КСП   |
| 15.     | 13. новембар 1949.  | Југославија          | 2:5 (1:3)            | Аустрија    | Београд        | ПУ    |
| 16.     | 11. децембар 1949.  | Југославија          | 3:2 прод. (1:1, 2:2) | Француска   | Фиренца        | КСП   |
| 17.     | 28. мај 1950.       | Југославија          | 5:1 (2:1)            | Данске      | Београд        | ПУ    |
| 18.     | 11. јун 1950.       | Швајцарска           | 0:4 (0:3)            | Југославија | Париз          | ПУ    |
| 19.     | 25. јун 1950.       | Југославија          | 3:0 (2:0)            | Швајцарска  | Бело Хоризонте | СП    |
| 20.     | 28. јун 1950.       | Југославија          | 3:2 прод. (1:1, 2:2) | Мексика     | Порто Алегре   | СП    |
| 19.     | 25. јун 1950.       | Југославија          | 3:0 (2:0)            | Швајцарска  | Бело Хоризонте | СП    |
| 20.     | 28. јун 1950.       | Југославија          | 4:1 (2:1)            | Мексика     | Порто Алегре   | СП    |
| 21.     | 1. јул 1950.        | Бразил               | 2:0 (1:0)            | Југославија | Рио де Женеиро | СП    |
| 22.     | 3. септембар 1950.  | Шведска              | 1:2 (1:2)            | Југославија | Стокхолм       | ПУ    |
| 23.     | 7. септембар 1950.  | Финска               | 3:2 (2:1)            | Југославија | Хелсинки       | ПУ    |
| 24.     | 8. октобар 1950.    | Аустрија             | 7:2 (3:1)            | Југославија | Беч            | ПУ    |
| 25.     | 11. новембар 1950.  | Југославија          | 4:0 (3:0)            | Норвешка    | Београд        | ПУ    |

СП - Светско првенство, ОИ - Олимпијске игре, КСП - Квалификације за светско првенство, БК - Балкански куп, БСИ - Балканско-средњоевропске игре, ПУ - Пријатељска утакмица